# Ено-Самбр
Ено-Самбр (фр. Hainaut-Sambre) — одна з провідних металургійних компаній Бельгії у 1970-х роках. Підприємства компанії були розташовані в околицях міста Шарлеруа в провінції Ено. Заснована 1955 року. У 1981 році компанія була об'єднана з іншою провідною компанією галузі — «Кокеріль-Угре-Провіданс і Есперанс-Лонгдо», внаслідок чого утворилася компанія «Кокеріль-Самбр».
Комапанією «Ено-Самбр» і Національним центром металургійних досліджень у Бельгії було розроблено процес виробки сталі під назвою «ЛД-ХЦ-процес» (LD-HC process, від фр. LD Halnaut Sambre et CNRM process) — комбінований процес продувки плавки киснем згори і киснем або азотом через концентричні труби в поду із захистом вуглеводнями.

## Історія
Компанія була заснована у 1955 році внаслідок об'єднання металургійного заводу Ено (фр. Usine Métallurgiques du Hainaut), розташованого у місті Куйє (тепер у складі Шарлеруа) у провінції Ено, і металургійного підрозділу «Самбр і Мозель» (фр. Sambre et Moselle) у місті Монтеньї-сур-Самбр (тепер у складі Шарлеруа).
У 1980 році компанія приєднала до себе металургійну групу «Ті-Марсінель і Провіданс» (фр. Thy-Marcinelle et Providence), розташовану так само у Шарлеруа. Наступного 1981 року вже сама була приєднана до провідної металургійної компанії «Кокеріль-Угре-Провіданс і Есперанс-Лонгдо» з Льєжу з утворенням компанії «Кокеріль-Самбр».

## Виноски
1. ↑  Итоги науки и техники. Том 13. — 1981. — С. 131. (рос.)
2. ↑  Société Métallurgique de Sambre et Moselle, Montignies-sur-Sambre. www.industrie.lu. Процитовано 11 січня 2023.
3. ↑  Mommen, André (1994). The Belgian Economy in the Twentieth Century (англ.). Routledge. ISBN 978-0-415-01936-1.
4. ↑  ArcelorMittal Liège. web.archive.org. 4 березня 2016. Архів оригіналу за 4 березня 2016. Процитовано 11 січня 2023. [Архівовано 2016-03-04 у Wayback Machine.]